# Luis Orgaz Yoldi
Luis Orgaz Yoldi (Vitòria, 28 de maig de 1881 - Madrid, 31 de gener de 1946) va ser un militar espanyol, cap de l'Alt Estat Major. Va ser bandejat pel govern de II República a Canàries, on hi va dirigir la revolta. Va ser cap de la Divisió Reforçada de Madrid i creador de les eficaces acadèmies d'oficials provisionals durant la Guerra Civil Espanyola. Diverses vegades conspirador contra el general Franco en favor del pretendent Joan de Borbó.
Així i tot, procurador en les Corts Espanyoles durant la primera legislatura del període franquista.

## Campanya del Marroc
L'11 de febrer de 1920, l'alt comissari Dámaso Berenguer inicia la seva ofensiva sobre Xauen, Orgaz mana una columna que des de Tetuan penetra a través del massís de Beni Hosmar. El 8 de setembre de 1925, amb l'ocupació de coronel d'Intervencions de la Comandància, mana l'avantguarda de la columna Sousa encarregada de socórrer la posició assetjada de Cudia Tahar, clau per a la defensa de Tetuan.
Torna a la península i el 1926 és contertulià de Francisco Franco en la Gran Peña. El 4 de març de 1926, després de l'acord entre el mariscal Philippe Petain i el general Miguel Primo de Rivera, es produeix la ruptura del front que busca l'anihilació d'Abd el Krim. La columa del coronel Orgaz envolta des del cap de pont d'Axdir el Yebel per silenciar l'artilleria rifenya. El general Castro Girona ordenà en setembre de 1926 la convergència en el Pla Groc de Ketama de les columnes de Pozas, Orgaz i Capaz.

## Dictadura
José Sánchez Guerra, exiliat a França el 1927, tornà a Espanya i el 29 de gener de 1929 encapçalà a València la Conspiració Constitucionalista de 1929, una conspiració militar contra la dictadura de Primo de Rivera. El regiment d'artilleria de guarnició en Ciudad Real la secundà, i fou reduït per l'aviació i la marxa d'una columna de Madrid dirigida per José Sanjurjo i per Orgaz.
Luis Orgaz Yoldi fou desterrat a Canàries per la seva implicació en l'aixecament de Sanjurjo l'agost de 1932.

## Cop d'Estat

### La conspiració
El 8 de març de 1936, poc abans del seu trasllat a Canàries, el general Franco participa en la reunió celebrada al Carrer del general Arrando, 19, de Madrid, hi són presents, almenys, Emilio Mola, Luis Orgaz, Rafael Villegas Montesinos, Joaquín Fanjul Goñi, Ángel Rodríguez del Barrio, Andrés Saliquet i José Enrique Varela Iglesias. Es tracta obertament la possibilitat que fos imprescindible un cop militar, indicant-se a Sanjurjo com el cap més adequat. Segons Luis Suárez Fernández, Franco va evitar comprometre's, si bé va estar d'acord amb els altres sobre dos punts: la dissolució de la Guàrdia Civil i el relleu en massa d'oficials de l'Exèrcit seria el senyal que s'anava a implantar en Espanya la dictadura marxista. Segon sRicardo de la Cierva, en la minuta redactada per González Carrasco resumeix el tractat en la reunió, actuant en les funcions de secretari el tinent coronel Valentín Galarza Morante, acordant la formació d'una Junta constituïda pels generals compromesos residents a Madrid.
Assenyalada com a data pel cop d'estat el 20 d'abril de 1936, no es va moure una sola unitat però el govern es va assabentar prou com per tancar al general Varela al castell gadità de Santa Catalina i confinar al general Orgaz a Canàries, on es va posar immediatament en contacte amb el general Franco. Davant els nombrosos dubtes de Franco sobre la decisió de sumar-se a l'Alçament Nacional, aquest comentari posa de manifest la labor de persuasió realitzada per Orgaz:
| «                                                                                         | «... És a dir que la meva consigna va ser el principi estratègic d'acció conjunta i sorpresa: sense això, com tots els militars sabíem, era molt difícil vèncer. M'adonava que el moviment militar anava a ser reprimit amb la major energia i per això rebutjava l'opinió, molt estesa, com afirmava el general Orgaz, i que tu també vas sentir quan ho va dir a Tenerife: que seria una pera en dolç i si jo no em decidia se la menjaria un altre...» | » |
| — Opinió del general Franco, comunicada als seu cosí Franco Salgado el 27 d'abril de 1968 | |   |

### Aixecament contra el govern
El 16 de juliol de 1936, separat del servei i bandejat en Canàries, despatxa amb el general Franco en Santa Cruz de Tenerife quan buscava la forma de traslladar-se a Las Palmas.
Acudeix a Las Palmas, on se celebren funerals pel mort governador militar de general Amado Balmes, mai aclarida del tot la seva mort. Abans de les quatre del matí del 18 de juliol de 1936, altres militars rebels com Martínez Fuset i Franco Salgado desperten al general Franco amb la notícia de l'alçament a Melilla. Franco surt immediatament per la Comandància amb els seus col·laboradors i el general Orgaz, encarregat que les seves forces ocupin els edificis i objectius previstos.
La guàrdia de la Comandància i els destacaments disposats per Orgaz repel·leixen als manifestants i estableixen l'ordre rebel.
El general Franco, abans d'emprendre el viatge més important de la seva vida, transmet a Orgaz el comandament de la revolta a Canàries:
| «                                                        | «....Franco té el camí lliure per prendre el comandament de l'Exèrcit d'Àfrica que se li assignava en les instruccions de Mola. La situació a Canàries sembla suficientment assegurada i Franco la deixa en mans del general Orgaz que consumarà amb eficàcia l'Alçament en totes les illes. ...» | » |
| — Ricardo de la Cierva, Franco, la historia, página 313. | |   |

Una vegada arribat a Tetuan, el futur Generalísimo va ordenar a Orgaz que es confisqués del bimotor de la Lufthansa que acabava d'arribar a Canàries i es vingués amb ell al Marroc. La tarda del 5 d'agost acompanya al general Franco en el lloc de comandament situat al fort de l'Hacho dirigint el Comboi de la victòria de Ceuta a Algesires.
Nomenat Alt Comissari Espanyol al Marroc pel bàndol revoltat, va assegurar la recluta i enviament de tropes marroquines a la península de connivència amb els caps tribals marroquins.

### Elecció de Franco
Reunida el 28 de setembre en Salamanca, la Junta de Defensa Nacional planteja la necessitat d'establir el comandament únic en una guerra en la qual participaven aliats diversos. Juntament amb els generals Alfredo Kindelán i Emilio Mola, Orgaz pren la iniciativa de proposar al general Franco com Generalísimo. Segons Luis Suárez Fernández, el suport incondicional tant d'Orgaz com Kindelán venia motivat per considerar a Franco com a garantia que la Monarquia seria reinstaurada, i no es van equivocar, excepte en el temps. No obstant això, Orgaz i Kindelán volien una designació temporal restringida a la durada de la guerra. Ricardo de la Cierva manifesta que el general Franco li va confessar que mai va pretendre el comandament únic total, però si no se li oferia, rebutjaria el comandament militar exclusiu.

### Guerra Civil
Va participar com a Cap d'una divisió en la batalla de Madrid, en la del Jarama i en la de Guadalajara, on va fracassar estrepitosament. El 6 de gener de 1937, el general Luis Orgaz -que havia substituït José Enrique Varela Iglesias, ferit el 25 de desembre de 1936- enmig de duríssims forcejaments va aconseguir la carretera de La Corunya.
Al febrer de 1937 la Divisió Reforçada de Madrid va desbordar el flanc oposat, el dret, de les defenses de l'Exèrcit Popular de la República en el sector del Jarama i va tractar d'aconseguir Arganda i Alcalá de Henares per tallar la comunicació amb València. El general Miaja va aconseguir frenar a les forces d'Orgaz, que van fixar allí el front fins al final de la guerra.
El 1937 fou nomenat conseller nacional de FET y de las JONS i, poc temps abans d'acabar la contesa, cap de l'Exèrcit de Llevant fins al final de la Guerra Civil.

### Acadèmies d'Oficials Provisionals
A la fi de març de 1937, va ser nomenat Inspector de Mobilització, Instrucció i Recuperació (MIR) amb la missió de preparar i instruir a la nova oficialitat. Una de les seves primeres mesures va ser reformar les Escoles creades per la Junta de Defensa Nacional i convertir-les en Acadèmies de Alféreces Provisionals, cadascuna amb un coronel director al capdavant. És considerat el creador de l'oficialitat provisional. En juny de 1938 Franco li va atorgar l'ocupació d'alferes honorari de l'arma d'infanteria, ocupació que aquest va ostentar amb orgull fins a la seva mort i el distintiu de la qual va portar sempre sobre la guerrera.

## Postguerra
Va ser capità general de Catalunya de 1939 a 1941, on signà nombroses sentències de mort a Barcelona ciutat a detinguts de diversa índole, així com a militars fidels a la república i que s'executen al Camp de la Bota. El 12 de maig de 1941, és nomenat Alt Comissari Espanyol al Marroc, romanent durant aquest segon mandat fins a 1945.
Les comunitats jueves de Tànger i de Tetuan, on ja centenars de jueus hongaresos havien oposat refugi, es van dirigir el 22 de maig de 1944 a Orgaz, qui autoritza l'entrada a Tànger de 500 nens orfes, acompanyats per 70 adults. Provenien d'Hongria gràcies a la gestió d'Ángel Sanz Briz.
Aquest nomenament és objecte d'un editorial agressiu del diari falangista Arriba, dins de la seva creixent polèmica amb el Madrid, de tendència aliena a la Falange i de tendència monàrquica. El fons de la qüestió és el clar propòsit del general Franco d'arrabassar a la Falange Española Tradicionalista y de las JONS un monopoli polític que a més mai havia posseït. Noms com Galarza, Orgaz, Iturmendi i Carrero eren proves d'aquesta pèrdua d'influència.
Participa en la Conspiració monàrquica contra Franco, la primera data de la qual documentada data del 10 de juliol de 1941, segons el diari de Gil-Robles: Rebut -diu- una consulta de Carrascal, a qui reiteradament s'ha demanat en nom del general Orgaz la col·laboració de les gents d'Acció Popular per a un moviment de tipus monàrquic. Encara que Gil-Robles manté la lleialtat a Franco, reconeix que el moviment conspiratiu del general Orgaz aconsegueix extenses ramificacions.
La segona fase de la conspiració transcorre de desembre de 1941 a maig de 1942. En esta fase, el treball silenciós d'Eugenio Vegas Latapie i de Pedro Sainz Rodríguez, junt amb el protagonisme de Varela, Ponte, Barrón, Rada i Tella, se sumen a Aranda, Kindelán, Solchaga i Saliquet per a enderrocar Ramón Serrano Súñer en la coneguda com a crisi de gener de 1942 que acaba amb negativa i reforç de Serrano.
El 8 de novembre de 1942, quan el general Franco rep una carta de Roosevelt relativa a l'operació Torxa, el desembarcament aliat al Marroc, ordena a Orgaz que torni al Protectorat i mantingui als seus subordinats en estat d'alerta en previsió a una possible reacció alemanya. El 12 de novembre, el general Yagüe, tret de l'ostracisme, rep el comandament de les forces espanyoles al Marroc. Per sobre d'ell es trobava l'alt comissari, Luis Orgaz, però la dependència era directa del general Franco. Després del reeixit desembarcament de les tropes nord-americanes al Nord d'Àfrica, el general Orgaz ha d'entrevistar-se amb el general nord-americà George Patton.
Va demanar a Franco la restauració de la monarquia juntament amb altres militars, i quan el general Franco rep el Manifest dels Vint-i-set, petició de restauració de la monarquia, convoca a Orgaz, en qui confiaven els monàrquics, aconseguint, segons manifesta el comte de Jordana, tranquil·litzar-lo. Els conspiradors monàrquics progressen en la seva acció dins de l'Exèrcit, comptant amb la colabración d'alguns generals prestigiosos.
| « | «...Entre ells era un dels més entusiastes el general Luis Orgaz Yoldi, molt ressentit amb Franco pel seu cessament en l'Alta Comissaria del Marroc, qui, segons reflecteix José María Gil-Robles el 23 d'agost, comunica a Pedro Sainz Rodríguez per mitjà de Sangróniz que està disposat a revoltar-se a favor de la Monarquia amb més de cent mil homes i d'acord amb Aranda i altres generals. Ningú va explicar mai d'on sortirien aquests cent mil homes, en tot cas formava part d'un projecte prematur; el que feia el general Orgaz era preparar un escrit que amb altres tinents generals seria presentat a Franco quan tornés del Pazo de Meirás…» | » |
| — | |   |

Continua en la seva obstinació i el 8 de setembre de 1943, un grup de generals de prestigi, Orgaz, general Dávila, Varela, Solchaga, Kindelán, Saliquet, Monasterio i Ponte subscriuen en to molt respectuós: sembla arribada l'ocasió de no demorar més la tornada a aquelles formes de govern genuïnament espanyoles. S'apuntava que la Monarquia era la manera d'impedir la tornada del Front Popular. El general Franco va considerar aquesta carta com un simple acte d'indisciplina davant el qual va guardar silenci. El mateix Orgaz, que poques setmanes abans somiava a revoltar-se al capdavant de cent mil homes, ara -26 de setembre- ho veu difícil, doncs els generals joves i l'oficialitat de comandant per sota estan amb Franco. José María Gil-Robles li diu pobre home.
En la Pasqua Militar, el 6 de gener de 1944, va ser lliurat al general Franco un bastó de comandament i un àlbum en el qual figurava la signatura de tots els generals i caps, incloent als quals van subscriure el manifest.
A mitjan novembre de 1944, opositors republicans i monàrquics declaraven la seva oposició al comunisme i el seu acord d'integrar als socialistes. El seu programa passa per convèncer els aliats que victòria sobre el feixisme no seria completa mentre no haguessin derrocat al general Franco. Per a això, el general Aranda prepara un govern provisional vanant-se de comptar amb el suport d'Orgaz.
Segons manifesta l'exministre Laureà López Rodó, el comte de Barcelona estava segur de comptar llavors amb Orgaz, Aranda i Kindelán per organitzar en Espanya un cop d'estat tolerat pels aliats.
Com si pressentís l'ofensiva general contra la seva persona i el seu règim que anava a desencadenar-se en primavera, el general Franco reajusta a primers i mitjans de març de 1945 els seus quadres de suport militar, que almenys aparentment no havien tornat a ressentir-se des de la pasqua militar de l'any anterior. Luis Orgaz és designat per al càrrec de cap adjunt de l'Alt Estat Major, el comandament superior del qual seguia en mans del general Dávila des que va cessar el 5 de març de 1941 com a capità general de Sevilla. En l'estiu de 1945 els seus consellers convencen Joan de Borbó i Battenberg de la necessitat de sortir del tancament suís i establir-se en Estoril com a avantsala del tron. Discuteixen un esborrany de document comminatori, encarregant al general Orgaz la consulta als capitans generals sobre el document. Estava clar que al pretendent li interessava per sobre de tot un pronunciament militar. Però el general Franco, que no perdia ull a la conspiració monàrquica, va designar Orgaz cap de l'Alt Estat Major i Orgaz va contestar al general Kindelán:
| « | «...Quan a mi algunes persones em parlen d'un govern de generals, jo miro al voltant i no els trobo. Davant el descoratjament d'Orgaz, l'infant dirigeix la consulta a diversos generals: Ha de dirigir el rei al Generalíssim una suprema exhortació perquè abandoni el poder? ...» | » |

Davant les vacil·lacions dels seus adversaris, el general Franco actua cessant Kindelán en el seu càrrec de director de l'Escola Superior de l'Exèrcit. En comentar aquest cessament, Orgaz proposava en carta a Kindelán accentuar la solitud de Franco, i el propi cessat va pensar en un moment a demanar el retir.
Segons Paul Preston, Orgaz era un ferm monàrquic alfonsista. Com tots els membres del seu grup, cap d'ells desitjava acabar amb el règim de Franco, sinó més aviat reduir el poder que hi tenia la Falange, i que es declarés oficialment, encara que només fos en teoria, que Espanya era una monarquia.

## Procurador
La designació de conspicus monàrquics com a procuradors en Corts alarma Pedro Sainz Rodríguez i Joan March i Ordinas, incorporat ja a la conspiració però sense trencar amb Franco, que visiten José María Gil-Robles y Quiñones el 14 de febrer de 1943. Els tres coincideixen que el comte de Barcelona ha de declarar públicament la seva insolidaritat amb el general Franco i les seves noves Corts Espanyoles. No obstant això, Joan de Borbó es resisteix a trencar amb Franco i no prohibeix als monàrquics com Orgaz la seva incorporació a les Corts. Fou procurador en Corts del grup dels designats pel Cap de l'Estat en la I Legislatura de les Corts Espanyoles (1943-1946)

## Últims dies
Per Ricardo de la Cierva, Orgaz, que diverses vegades ha conspirat contra el general Franco, s'ha retirat de la conspiració. En les seves últimes cartes apareix cansat, desanimat, desproveït d'horitzó.

## Condecoracions i càrrecs
- Pels seus serveis al Marroc des de 1919, li va ser concedida la Medalla Militar a l'octubre de 1924.
- Va aconseguir el grau de tinent general per decret de 15 de maig de 1939 i va exercir successivament els càrrecs de Capità General de Catalunya i Alt Comissari al Marroc.
- Entre els anys 1940 i 1950 es va celebrar a Barcelona la Copa Barcelona-Trofeu General Orgaz, una competició de basquetbol que aplegava els principals equips del país, un cop finalitzaven els campionats regionals i l'estatal.

## Imputació en la causa contra el franquisme
Va ser un dels trenta-cinc alts càrrecs del franquisme imputat per l'Audiència Nacional en el sumari instruït per Baltasar Garzón, pels delictes de detenció il·legal i crims contra la humanitat comesos durant la Guerra civil espanyola i en els primers anys del règim, i que no va ser processat en comprovar-se la seva defunció.